# Billy Blanks
Billy Blanks, właśc. William Wayne Blanks (ur. 1 września 1955 w Erie) – amerykański aktor, mistrz sztuk walki i instruktor fitness.

## Życiorys
Urodził się w Erie w stanie Pensylwania jako czwarte z piętnaściorga dzieci. W wieku 11 lat rozpoczął naukę sztuk walki. Szybko odnosił sukcesy w turniejach lokalnych i krajowych. Był siedmiokrotnym mistrzem świata w karate i zdobył czarny pas z siedmioma złotymi pagonami w Taekwondo. W 1980 został członkiem MN Amateur Athletic Union (AAU), gdzie stał się sportowcem roku. Wstąpił do Karate Hall of Fame w USA.
W 1984 trafił do serialu Kids Incorporated, a dwa lata potem zadebiutował jako strażnik w filmie akcji Ostatnie tchnienie (Low Blow, 1986) u boku Camerona Mitchella i Troya Donahue. W filmie sensacyjnym Przemoc na autostradzie (Driving Force, 1989) z Samem J. Jonesem i Donem Swayze pojawił się jako Pool, zatrudniony jako ochroniarz dla głównej bohaterki. Potem wystąpił w amerykańsko-filipińskim filmie akcji, który zapoczątkował długofalową serię filmów klasy „B” Krwawa pięść (Bloodfist, 1989) u boku Dona „The Dragona” Wilsona, a następnie w sensacyjnym Tony’ego Scotta Ostatni skaut (The Last Boy Scout, 1991) z Bruce’em Willisem i Halle Berry oraz dreszczowcu Kolekcjoner (Kiss the Girls, 1997) wg powieści Jamesa Pattersona z Morganem Freemanem i Ashley Judd.
Wystąpił w programach – Wieczór z muppetami (Muppets Tonight, 1996) i Zapasy na śmierć i życie (Celebrity Deathmatch, 1998), operze mydlanej NBC Sunset Beach (1999), serialu Sabrina, nastoletnia czarownica (1999). Użyczył także głosu w serialu animowanym Wróżkowie chrzestni (The Fairly OddParents, 2003).
28 czerwca 1974 poślubił Gayle Godfrey, z którą ma dwoje dzieci: córkę Shellie (ur. 28 czerwca 1974) i syna Billy’ego Jr. W 2008, po 33. latach małżeństwa, rozwiedli się. 20 czerwca 2009 ożenił się z Tomoko Sato. Mają córkę Angelikę (ur. w listopadzie 2008) i dwie adoptowane córki: Marriett i Erikę Peterson.

## Filmografia
Filmy
- 1986: Ostatnie tchnienie (Low Blow) jako strażnik
- 1989: Mistrz (Huang Fei Hong jiu er zhi long xing tian xia) jako czarny zbir
- 1989: Tango i Cash (Tango & Cash) jako zbir w więzieniu
- 1989: Krwawa pięść (Bloodfist) jako Black Rose
- 1990: Lwie serce (Lionheart) jako afrykański legionista
- 1990: Król kickboxerów (The King of the Kickboxers) jako Khan
- 1990: China O’Brien II jako wojownik
- 1991: Ostatni skaut (The Last Boy Scout) jako Billy Cole
- 1991: Bomba zegarowa (Timebomb) jako pan Brown
- 1992: Mistrz (Huang Fei Hong jiu er zhi long xing tian xia) jako czarny zbir
- 1992: Zhan long zai ye jako Billy
- 1992: Szpony orła (Talons of the Eagle) jako Tyler Wilson
- 1993: TC 2000 jako Jason Storm
- 1993: Otwarte karty (Showdown) jako Billy Grant
- 1994: W służbie sprawiedliwości (Back in Action) jako Billy
- 1995: Bezlitosny (Expect No Mercy) jako Justin Vanier
- 1995: W szponach CIA (Tough and Deadly) jako John Portland
- 1996: Równowaga sił (Balance of Power) jako Niko
- 1997: Kolekcjoner (Kiss the Girls) jako instruktor kickboxingu
- 1997: Zasadzka na Diabelskiej Wyspie (Assault on Devil’s Island) jako Creagon
- 2011: Jack i Jill (Jack and Jill) jako on sam
- 2024: The Last Kumite jako Loren[8]

Seriale
- 1992: Street Justice jako Tsiet Na Champion
- 1996: Wieczór z muppetami (Muppets Tonight) jako tancerz
- 1997: Najemnicy (Soldier of Fortune, Inc.) jako Billy
- 1997: The Infinite Power Workout
- 1998: The Parent 'Hood jako trener
- 1999: Stan wyjątkowy (Martial Law) jako Travis King
- 1999: Ostry dyżur (ER) jako instruktor kickboxingu
- 1999: Sabrina, nastoletnia czarownica (Sabrina, the Teenage Witch) – w roli samego siebie
- 2003: Wróżkowie chrzestni (The Fairly OddParents) jako gość specjalny